# Ważne (obwód odeski)
Ważne – wieś na Ukrainie, w obwodzie odeskim, w rejonie bielajewskim. W 2001 roku liczyła 91 mieszkańców.